# Martin-pêcheur pie
Ceryle rudis
Genre
Espèce
Synonymes
- Alcedo rudis Linné,1758 (protonyme)

Statut de conservation UICN

 LC  : Préoccupation mineure
Le Martin-pêcheur pie (Ceryle rudis) ou Alcyon pie, est une espèce d'oiseau de la famille des Alcedinidae.
Cette espèce de martin-pêcheur a la particularité d'être adaptée aussi bien à l'eau douce qu'à l'eau de mer.

## Morphologie
Cet oiseau se reconnaît facilement à son plumage moucheté noir et blanc (qui lui a donné son nom), son gros et long bec noir et à sa huppe hérissé.
Il est relativement grand (25 cm de longueur pour une envergure de 46 cm et une masse de 90 g) pour un oiseau de sa famille.
Ses yeux sont brun foncé.
Il présente un dimorphisme sexuel : le mâle arbore deux bandes pectorales noires (une davantage que la femelle).

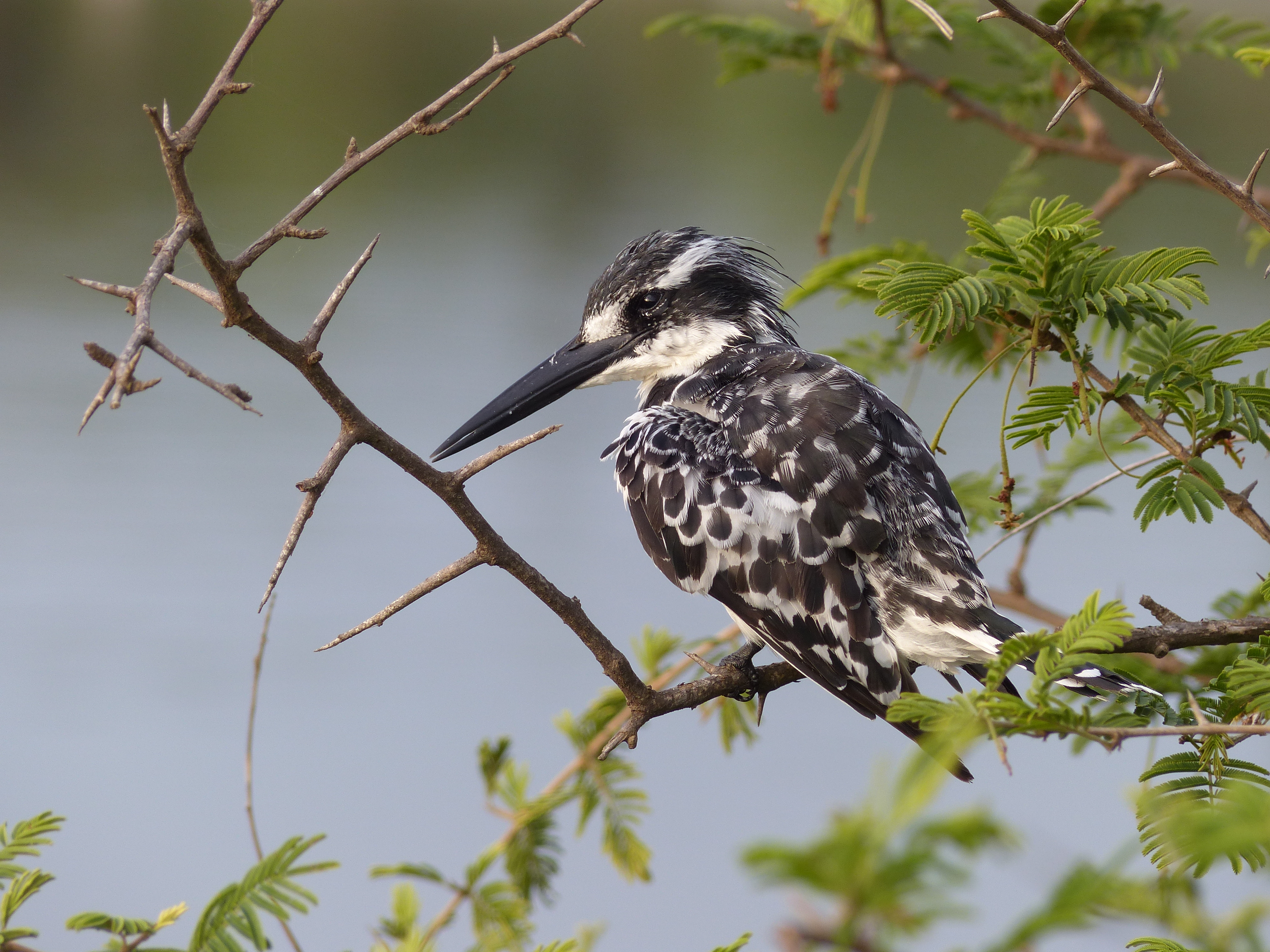
Martin-pêcheur pie ♀ (Parc national Kruger, Afrique du Sud)
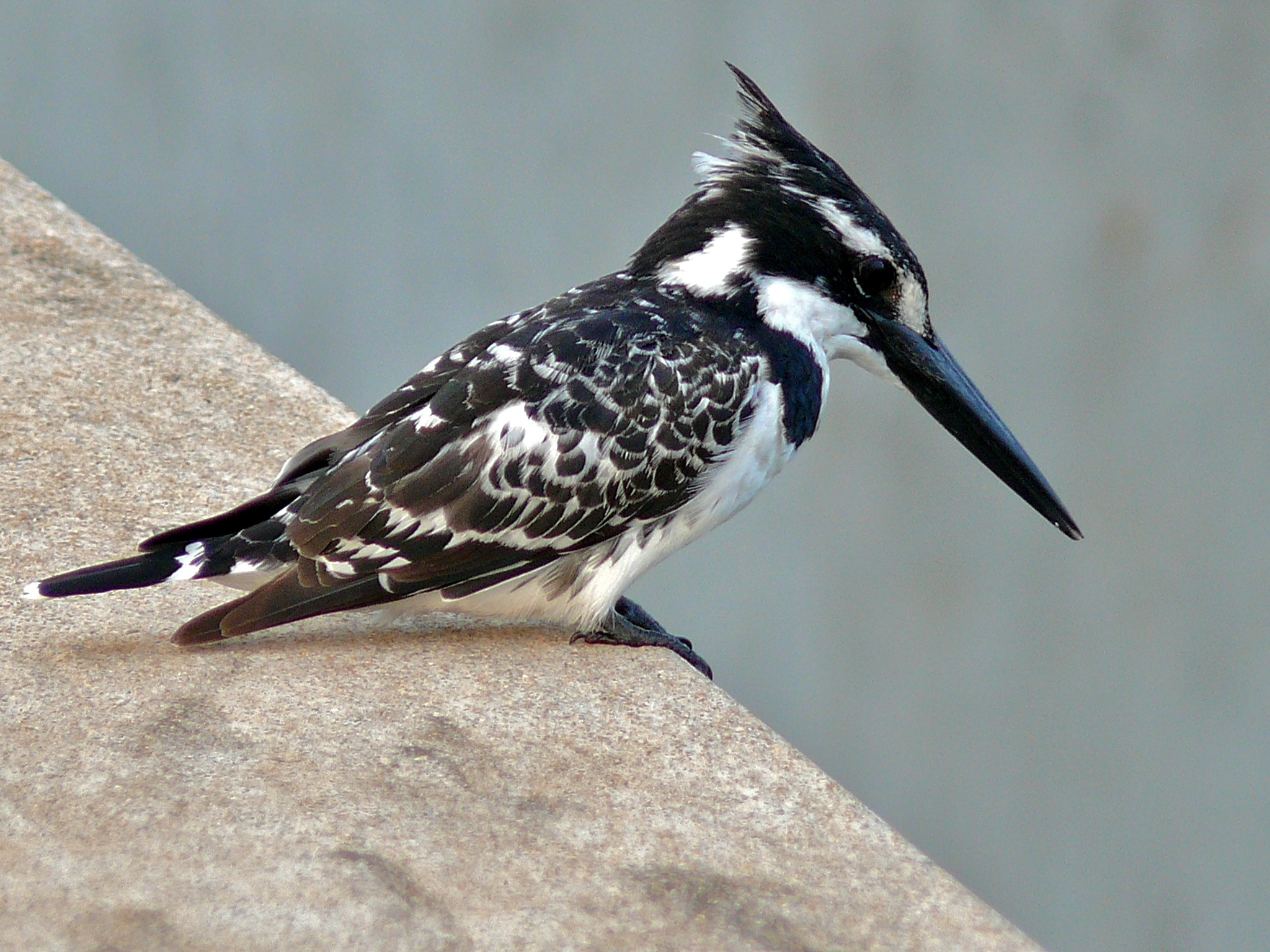
Martin-pêcheur pie ♂ (Parc national Kruger, Afrique du Sud)
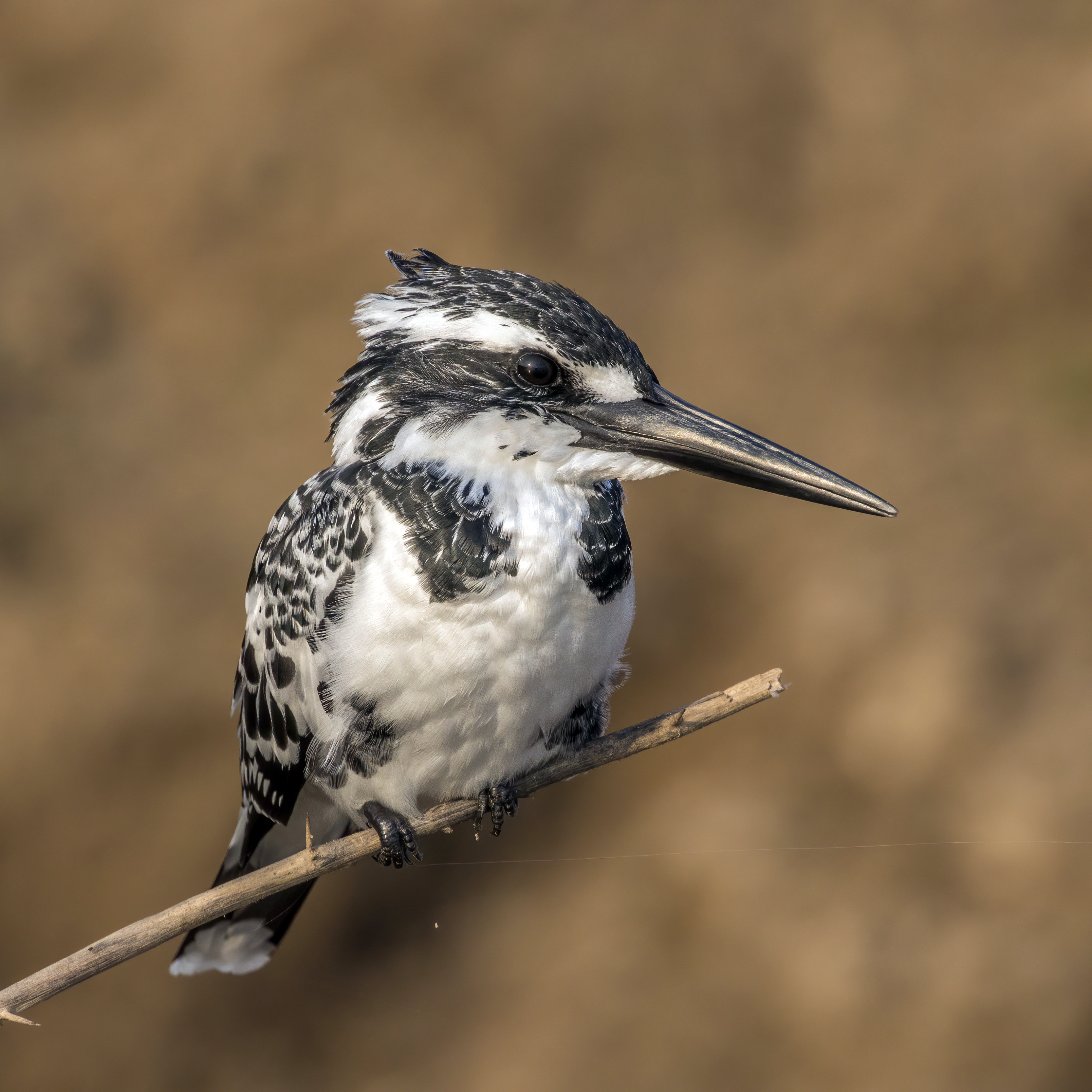
Martin-pêcheur pie ♀ (rivière Chambal, Inde)
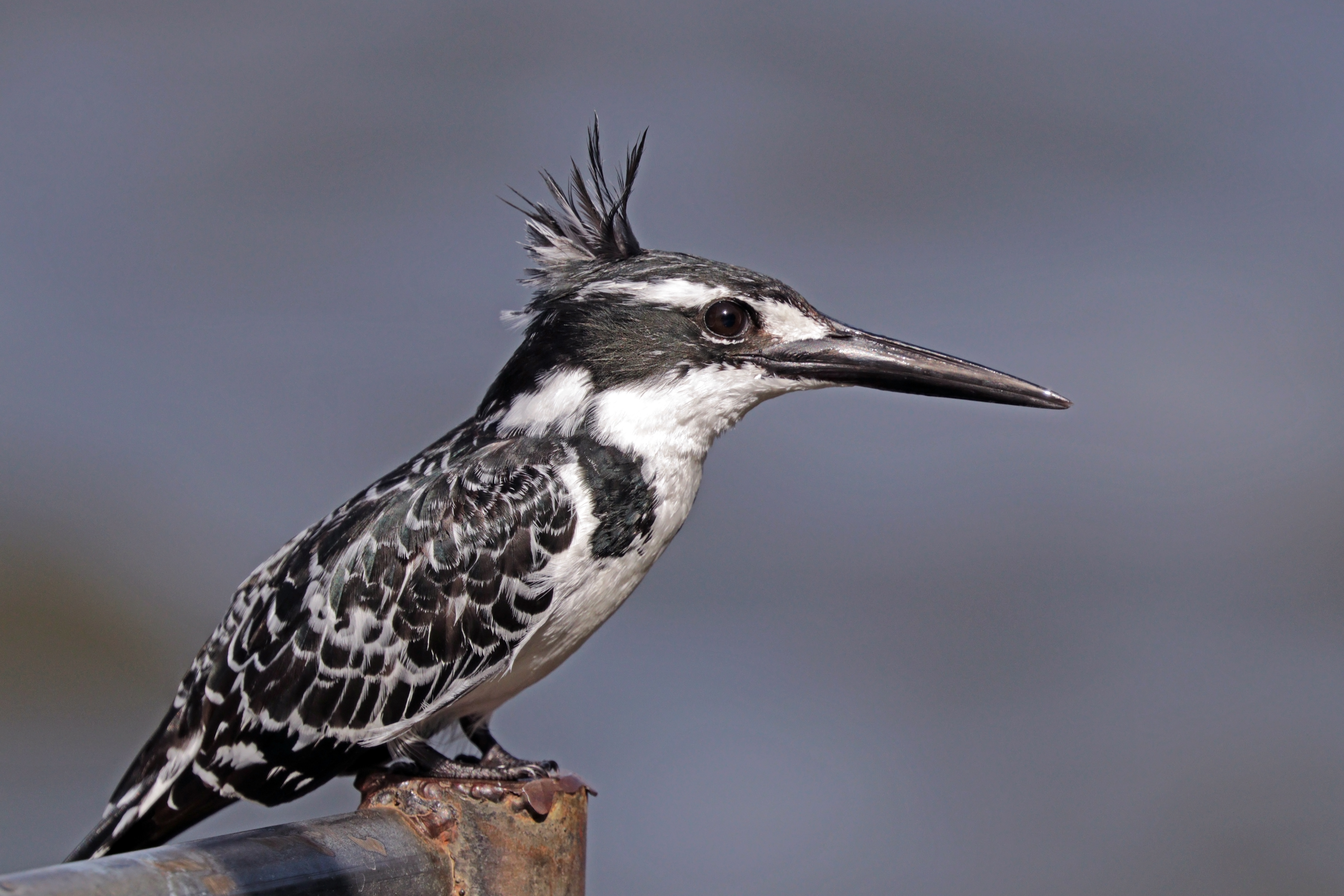
Martin-pêcheur pie ♀ (lac Awasa, Éthiopie).
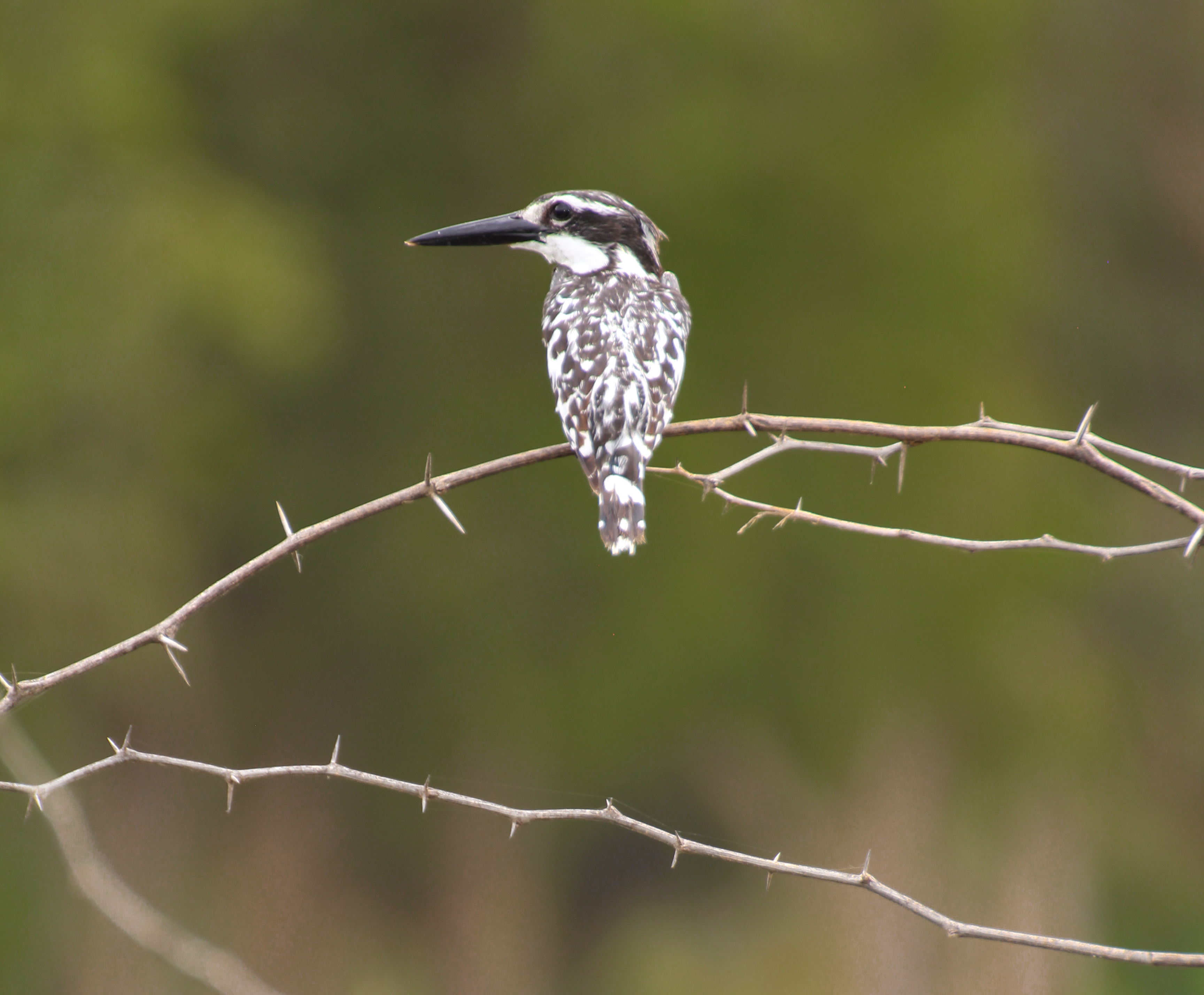
Martin pecheur pie

## Comportement

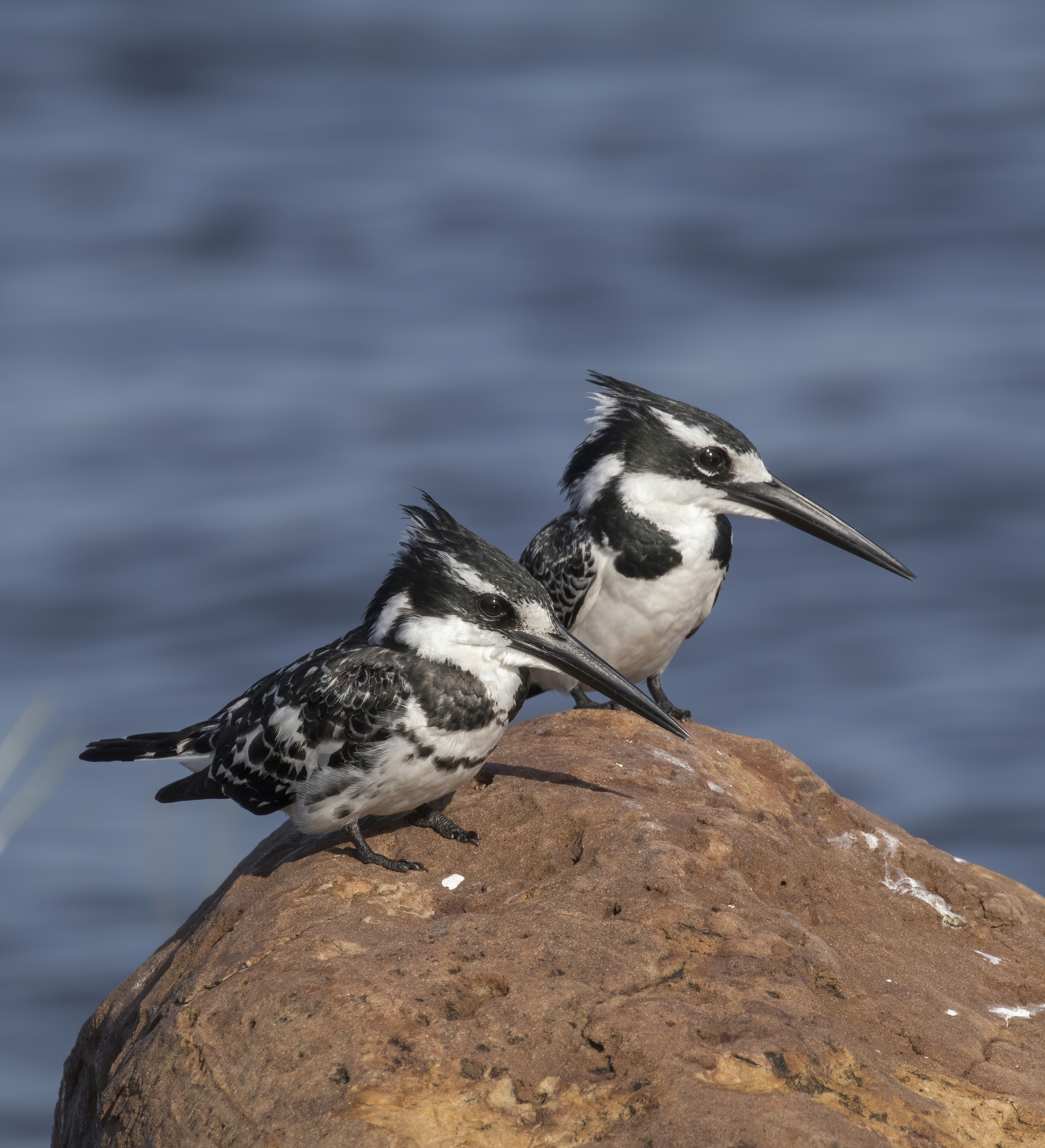
Un couple de martins-pêcheurs pies dans le parc national de Chobe, au Botswana. Mars 2018.

### Alimentation
Le Martin-pêcheur pie se nourrit de poissons, crustacés, insectes aquatiques et petits arthropodes. Lorsqu'il chasse, il peut attraper plusieurs proies en un seul vol. Il vole le plus souvent de manière stationnaire, faisant le "Saint-Esprit", avant de plonger brusquement pour capturer sa proie.

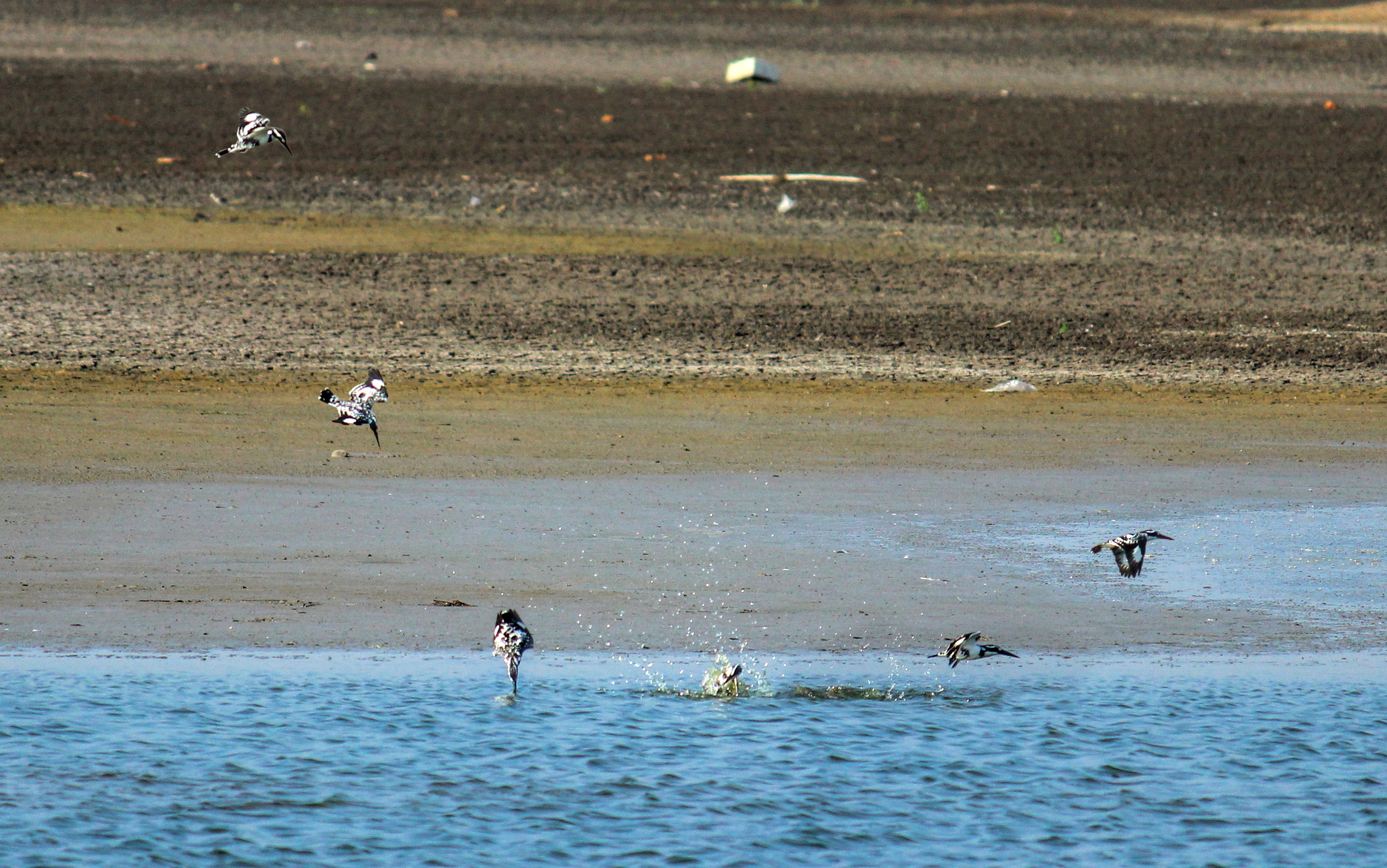
Scène de chasse du martin-pêcheur pie, synthétisé en une photographie

### Reproduction

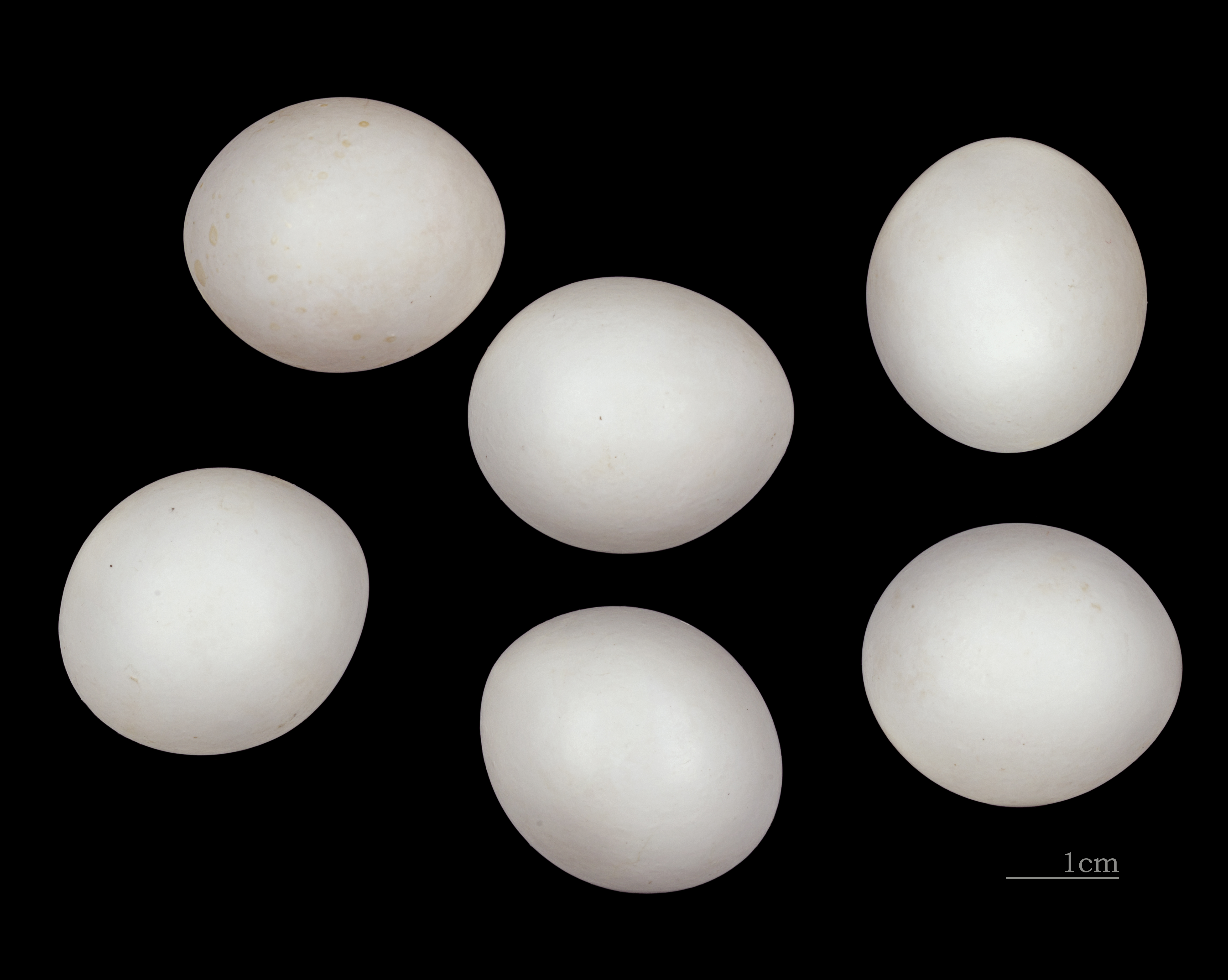
Œufs de Ceryle rudis - Muséum de Toulouse

## Répartition et habitat
Répartition

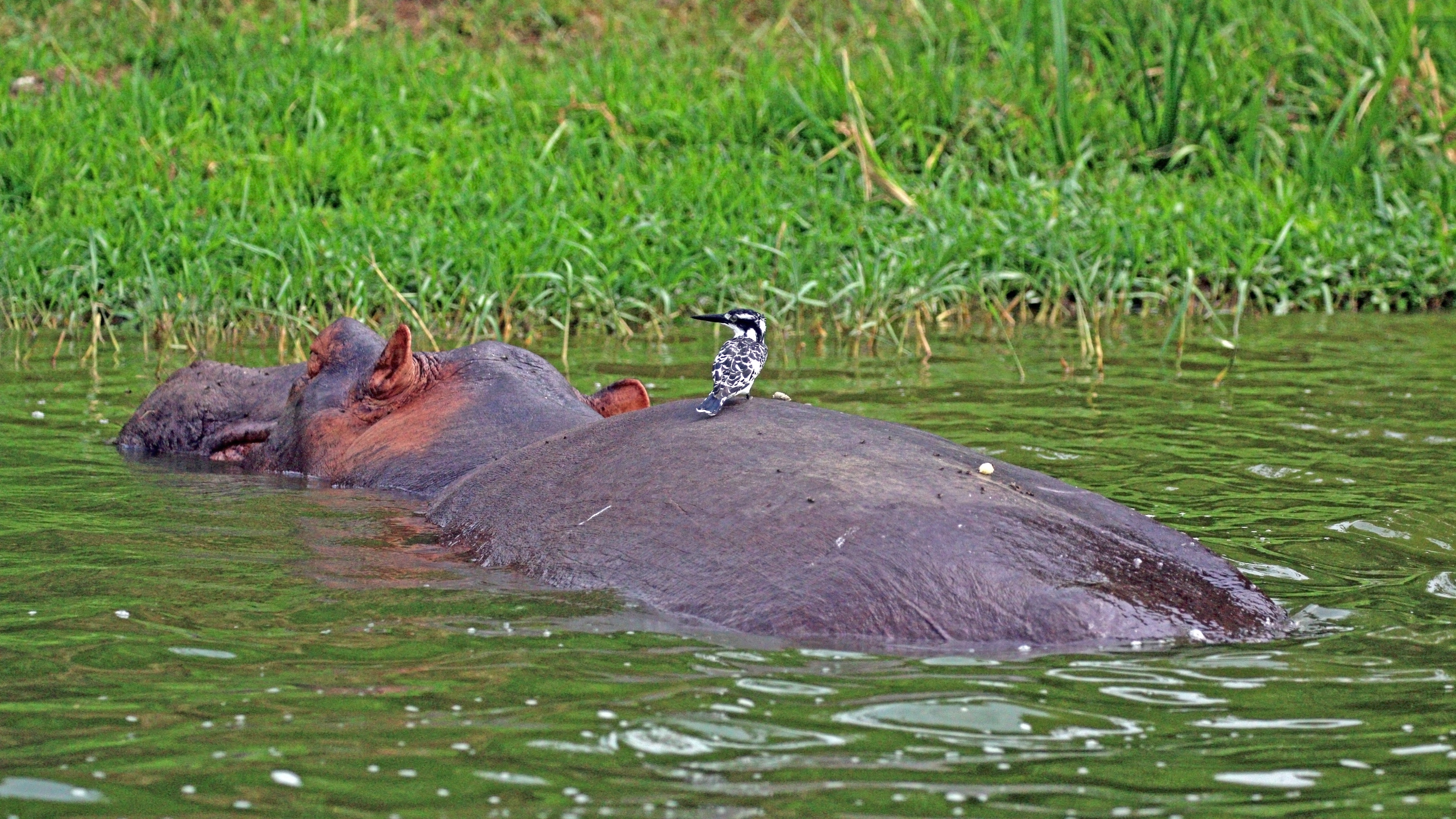
Martin-pêcheur pie sur le dos d'un hippopotame, Ouganda

Son aire s'étend de l'Afrique subsaharienne via la vallée du Nil et l'Asie méridionale à l'Indochine.
Habitat
Il vit aussi bien autour des points d'eau douce que salée. Il creuse des galeries horizontales dans les berges des fleuves. Elles sont assez étroites, mais elles présentent l'avantage de les protéger des prédateurs (tel que les serpents).
L'oiseau y a juste l'espace pour se retourner. Il met la tête vers la sortie, les œufs étant à l'abri tout au fond. Il est fréquent que plusieurs jeunes adultes non-reproducteurs, jusqu'à quatre jeunes, aident un couple et ses oisillons.
C'est un oiseau grégaire.

## Systématique
L'espèce a été décrite  par le naturaliste suédois Carl von Linné en 1758 sous le nom initial d'Alcedo rudis 

### Taxinomie
Cet oiseau est représenté par cinq sous-espèces :
- Ceryle rudis insignis Hartert, 1910 ;
- Ceryle rudis leucomelanurus Reichenbach, 1851 ;
- Ceryle rudis rudis (Linnaeus, 1758) ;
- Ceryle rudis syriacus Roselaar, 1995 ;
- Ceryle rudis travancoreensis Whistler & Kinnear, 1935.